# Cartouche (Egypte)

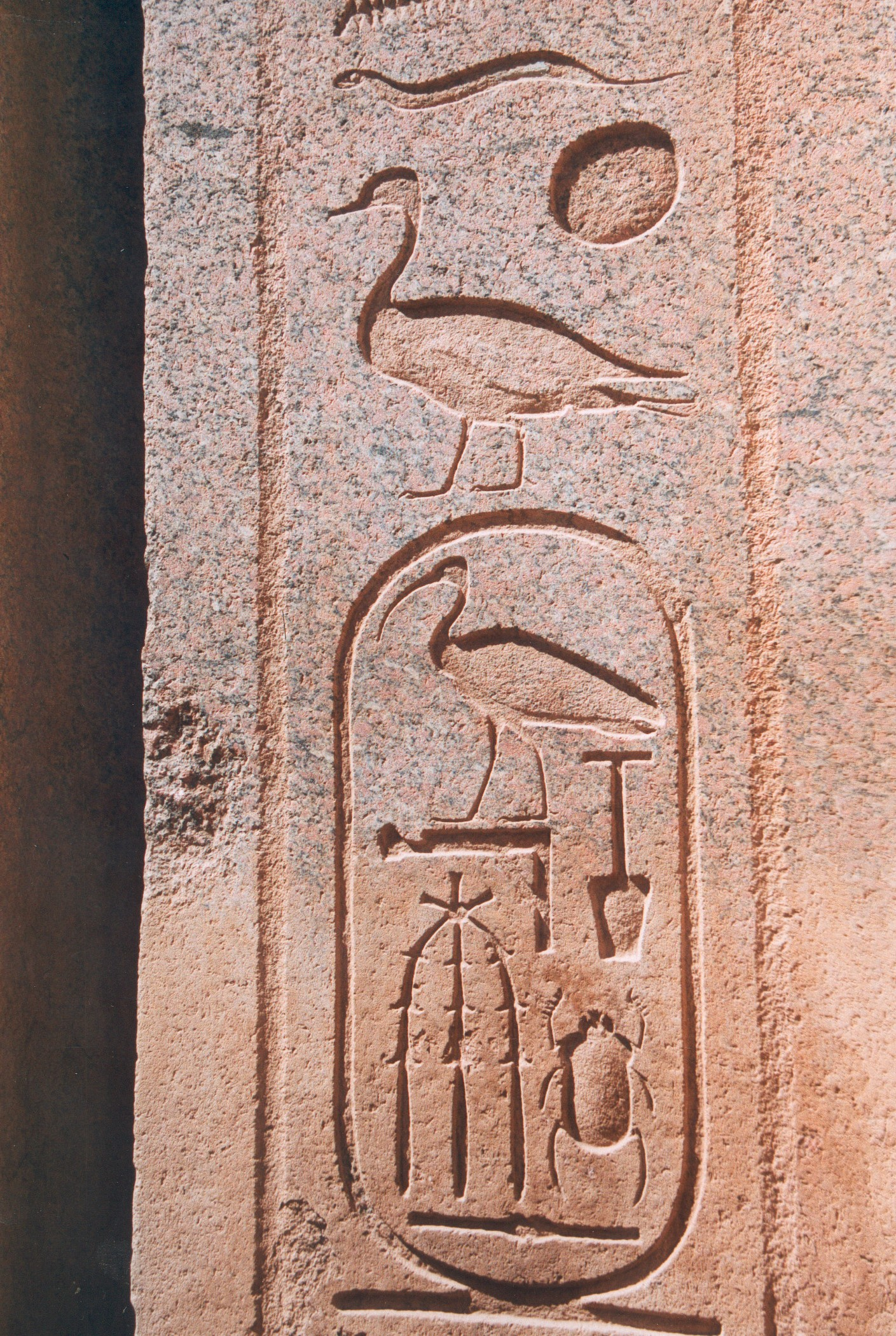
Oud-Egyptische cartouche van Thoetmosis III, Karnak

Een cartouche (Oudegyptisch sjenoe) is een ovale omcirkeling van de naam van Egyptische koningen en koninginnen in hiërogliefen. Deze sjenoe is de hiërogliefvorm van een geknoopt touw rond de troonsnaam (prenomen of nesu bit) van de farao, meestal vergezeld van de titel en de persoonlijke naam (nomen, de geboortenaam of sa re). Het symbool is afgeleid van de sjenring die staat voor de cyclus van de eeuwigheid, en heeft ook een apotropaeïsche functie (dient als bescherming of afweer tegen boze invloeden). Als hiërogliefteken heeft het dan ook twee betekenissen: eeuwigheid en bescherming.

## Voorstelling
De cartouche ziet eruit als een oblong met verticale streep erachter.
Als teken voor eeuwigheid gaat de sjenoe vaak vergezeld van de godheid van eeuwigheid Heh, en staat dan onder gekerfde palmbladnerven, symbool voor het lange tijdsverloop, waarin elke kerfstrook een "jaar" aangeeft.
Er is mettertijd ook een associatie met het zonnesymbool. De zonneschijf verschijnt midden in de ring die erdoor omsloten lijkt te worden als door een ouroboros. Dit symbool wordt vaak in de beide klauwen van een vogelgod zoals Horus of de verschillende gierengodinnen (symbool van Isis) gehouden, die boven de koning hangen en met hun uitgestrekte vleugels bescherming bieden.

## Oorsprong, gebruik en ontwikkeling

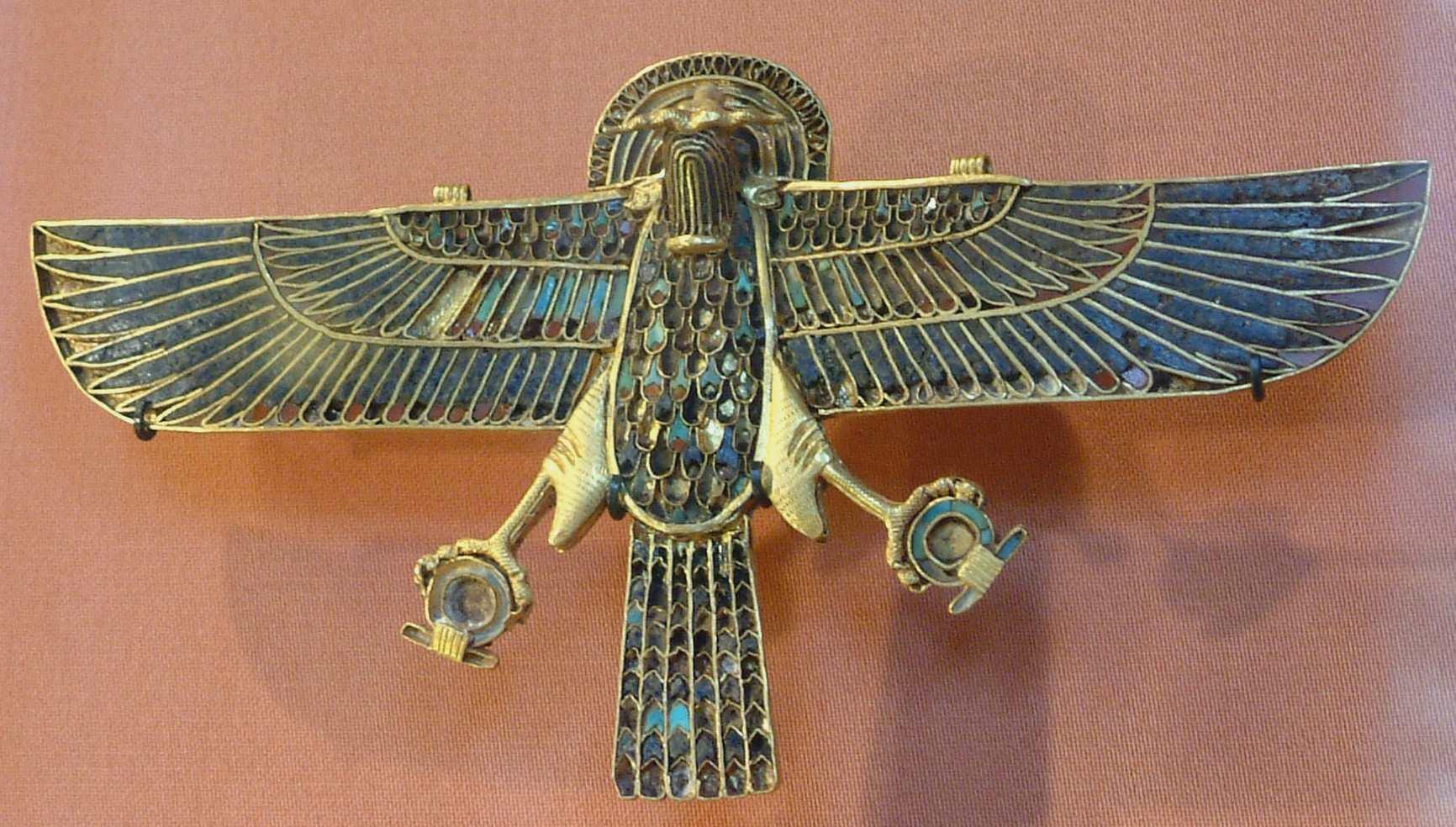
Horus, (Louvre Museum), 'sjen ringen' in zijn greep

Het eerste gebruik van een cartouche lijkt in de Egyptische geschiedenis samen te lopen met dat van de sjenring. Hoeni, de laatste koning van de 3e dynastie van Egypte liet als eerste zijn naam omcirkelen door een sjenoe. De cartouche raakte vanaf de eerste farao van de 4e dynastie definitief in gebruik onder farao Sneferu, en verving toen de serech.
De ring werd mettertijd uitgerekt vanwege namen met meer letters en een vollediger orthografie.
Zo werd de sjen ring voort in zijn eigen betekenis gebruikt, terwijl de cartouche, of sjenoe, als standaard formaat voor koninklijke namen diende.
Enkel het nomen en het prenomen werden in een cartouche geplaatst. De andere drie namen van de vijf, die typisch tot een farao behoorden, werden voort in een serekh geschreven.
Naar de beschermfunctie is mogelijk gealludeerd door het gebruik van koninklijke sarcofagen in de vorm van een sjenoe (vanaf de 18e dynastie van Egypte), zoals ook door inscripties op deze sarcofagen lijkt te worden bevestigd. In het graf van Thoetmosis III in de Vallei der Koningen is zelfs de hele dodenkamer in de vorm van een reusachtige sjenoe uit de rots gehouwen.
Het Egyptisch woord sjenoe is afgeleid van het werkwoord sjeni, dat 'omcirkelen' betekent.
|                |     |    |     |
| \| \| \| \| \| |     |    |     |
|                |     |    |     |
| Aa1            | G43 | I9 | G43 |

| Aa1 | G43 | I9 | G43 |

|                |     |    |     |
| \| \| \| \| \| |     |    |     |
|                |     |    |     |
| Aa1            | G43 | I9 | G43 |

| Aa1 | G43 | I9 | G43 |

De cartouches blijven door de hele Egyptische geschiedenis heen bestaan. Zelfs nog in de Romeinse tijd, waar ze meestal vergezeld gingen van de titel autocrater. In het Demotisch is het symbool gereduceerd tot een paar haakjes en een verticale lijn.

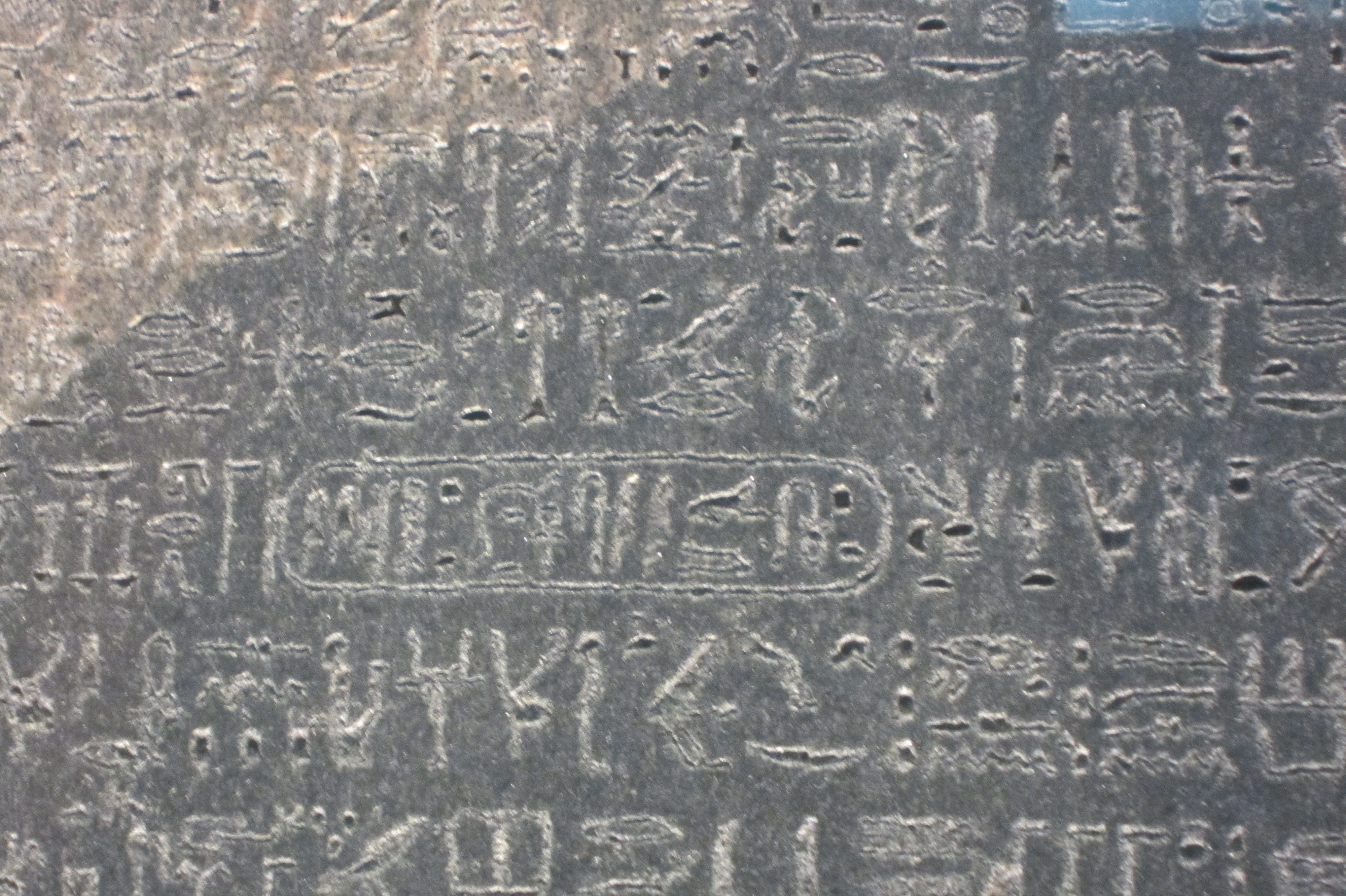
Cartouche van Ptolemaios op de Steen van Rosetta (te lezen van rechts naar links), British Museum

Aan de hand van een cartouche kan men zien dat het gaat om een farao en niet om een god. De namen van goden werden namelijk niet in een cartouche geschreven, tenzij uitzonderlijk in de latere perioden onder Grieks-Romeinse overheersing voor tempelinscripties aan Osiris-Onnophris en Isis.
De term 'cartouche' stamt van de soldaten van Napoleon. Voor hen leek de vorm op hun patronen (in het Frans cartouche). Champollion zag het belang ervan in om de hiërogliefen te ontcijferen, waar hij uiteindelijk in slaagde via de Steen van Rosetta, omdat hij veronderstelde dat ze namen van koningen aangaven.